# Pacherenc du Vic-Bilh

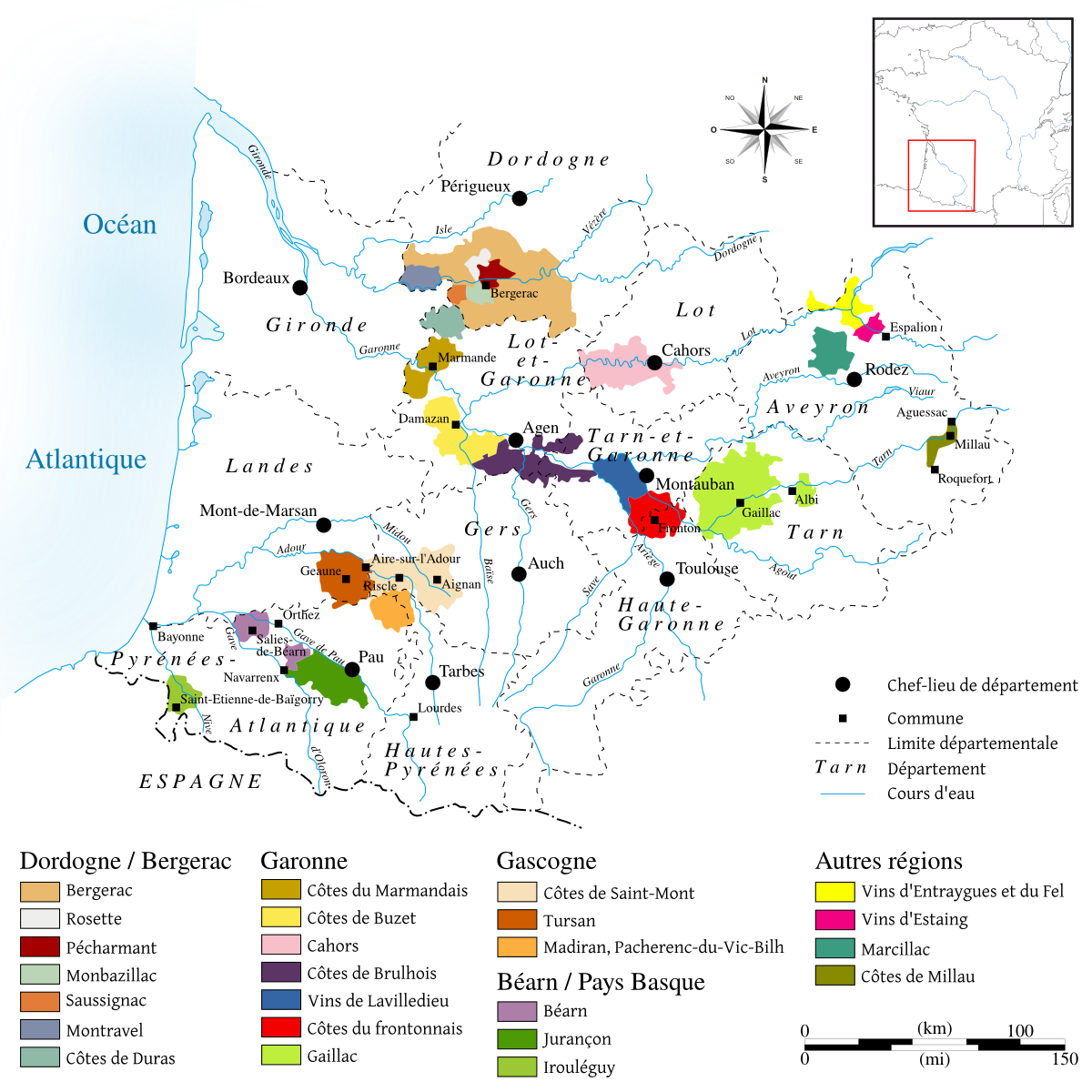
Die Weinanbauregion Sud-Ouest

Die Appellation Pacherenc du Vic-Bilh gilt für Weißwein, der innerhalb der Appellation Madiran in der Weinbauregion Sud-Ouest angebaut wird. Der ungewöhnliche Name Pacherenc leitet sich vom gascognischen Dialekt-Ausdruck Bi de Bits Pacherads her, was so viel wie Weinreben an Pfählen (die Reben werden an hohen Pfählen erzogen) heißt. Mit Vic-Bilh (Vieux Pays = Altes Land) wird die Hügellandschaft der Appellation bezeichnet.
Die Weinberge umfassen ca. 240 Hektar Rebfläche, die seit dem 31. Mai 1997 den Status einer Appellation d’Origine Contrôlée (kurz AOC) haben. Zugelassen sind Rebflächen in den Gemeinden Cannet, Maumusson-Laguian, Viella (im Département Gers), Arricau-Bordes, Arrosès, Aubous, Aurions-Idernes, Aydie, Bétracq, Burosse-Mendousse, Cadillon, Castetpugon, Castillon (bei Lembeye), Conchez-de-Béarn, Corbère-Abères, Crouseilles, Diusse, Escurès, Gayon, Lasserre, Lembeye, Mascaraàs-Haron, Moncla, Monpezat, Mont-Disse, Moncaup, Portet, Saint-Jean-Poudge, Séméacq-Blachon, Tadousse-Ussau und Vialer (im Département Pyrénées-Atlantiques) sowie Castelnau-Rivière-Basse, Hagedet, Lascazères, Madiran, Saint-Lanne und Soublecause (im Département Hautes-Pyrénées).
Der Weißwein wird aus den Rebsorten Arrufiac (lokal Ruffiat genannt) (Anteil mindestens 30 %), Courbu und Petit Manseng (die erstgenannten Sorten müssen zusammen zumindest 60 % ausmachen), sowie Gros Manseng, Sauvignon Blanc und Sémillon (der Anteil der beiden letzten Sorten darf zusammen nicht 10 % übersteigen) verschnitten.
Er wird abhängig in den Geschmacksrichtungen sec (trocken) oder moelleux (halbsüß bis süß) hergestellt. Bei der Variante moelleux, die ca. 60 % der Ernte ausmacht, werden die Trauben von Hand im überreifen Zustand (häufig auch mit Edelfäule) geerntet. Der Wein der Variante moelleux verfügt über einen Restzuckergehalt von mindestens 35 g/l.

## Klima
Das Anbaugebiet ist ca. 100 km vom Atlantischen Ozean und maximal 50 km von den Pyrenäen entfernt. Das Klima wird daher maßgeblich von den aus Westen oder Nordwesten kommenden atlantischen Tiefdruckgebieten beeinflusst. Die jährliche Niederschlagsmenge liegt bei 1000 mm, die jährliche Sonnenscheindauer bei für die südliche Lage mäßigen 1900 Stunden.
Die Durchschnittstemperatur liegt trotz der mäßig hohen Sonnenscheindauer bei milden 12,5–13 Grad Celsius. Erklärt wird dies durch den Treibhauseffekt einer häufig an den Pyrenäen aufgestauten Wolkendecke. Außerdem profitiert das Gebiet von warmen Fallwinden. Mikroklimatisch begünstigt sind dabei Hanglagen, da sich im Talgrund Kaltluft staut.